# Rondade

Rondade

La rondade est un mouvement de base en gymnastique artistique. Il se décrit comme une roue se terminant par une arrivée sur les deux pieds simultanément. 
Il y a, pour le ou la gymnaste, obligation de réaliser une demi-rotation au cours de l'exercice. Cette demi-rotation se décomposant en deux parties:
- Un quart de rotation au moment où la première main touche le sol ;
- Un autre quart de rotation, réalisé par le corps, jusqu'à la pose de la deuxième main, les pieds se rejoignant dans cette phase de descente avant l'arrivée au sol.

La rondade peut être exécutée pour se mettre dos à la direction de déplacement afin de pouvoir enchaîner par un flic flac arrière, ou une série acrobatique.